# WWF Brawl for All
WWF Brawl for All fue un torneo celebrado en la entonces World Wrestling Federation que duró del 29 de junio de 1998 al 24 de agosto de 1998 y fue creación del entonces escritor de WWF Vince Russo. Brawl for All resultó en una serie de lesiones legítimas para los luchadores de la WWF y ha generado críticas por su realización.

## Comienzo
A lo largo de 1998, la WWF experimentó un crecimiento en el tamaño de su roster, pero debido a la cantidad limitada de tiempo frente a la televisión, algunos de sus "tipos duros" más genuinos se quedaron sin mucho que hacer. Como resultado, la idea de un legítimo torneo de tipos duros se planteó como una forma de utilizar a algunos de estos hombres y capitalizar el interés reciente en los Concursos de Tipos Duros en todo el país.
Según John "Bradshaw" Layfield, a Vince Russo se le ocurrió la idea cuando Layfield quería crear una división de lucha libre violenta en la WWF. Russo dijo que ideó el torneo como consecuencia de que Bradshaw afirmó que podía vencer a cualquiera del roster en una pelea de bar. Jim Cornette también informó que fue idea de Russo. La participación en el torneo fue estrictamente voluntaria.

## Eventos del torneo y lesiones
Cada lucha constaba de tres rondas de un minuto. El luchador que conectara la mayor cantidad de golpes por asalto obtendría 5 puntos. Además, un derribo limpio sería marcado con 5 puntos y un knock out con 10. Si un luchador era noqueado (decidido por un conteo de ocho en lugar de uno de diez), el combate terminaba. Los encuentros fueron puntuados por jueces de primera fila, incluido Gorilla Monsoon.
Según Jim Cornette, el luchador "Dr. Death" Steve Williams era el favorito de la WWF para ganar el torneo, con la compañía buscando un lucrativo match de pago por evento entre Williams y Stone Cold Steve Austin; Bob Holly afirmó que Williams ya había recibido el premio de $ 100,000 antes de su pelea de segunda ronda contra Bart Gunn. Durante el tercer asalto de la pelea, Gunn derribó a Williams, lesionando el tendón de los músculos isquiotibiales de Williams y lo noqueó segundos después.  Bart Gunn derrotó a Bradshaw por KO en el episodio del 24 de agosto de 1998 de Raw is War para ganar el torneo y $ 75,000. Bradshaw recibió $ 25,000.
El roster de la WWF en ese momento tenía dos exluchadores de UFC muy conocidos, Dan Severn y Ken Shamrock. Shamrock declinó la oportunidad de participar, mientras que Severn derrotó a The Godfather en la primera ronda, pero luego se retiró del torneo, afirmando que no tenía nada que demostrar. En una entrevista de radio, Severn afirmó que la WWF al principio no le había permitido a él ni a Shamrock competir en absoluto y que sacaron a Severn del torneo después de su victoria en la primera ronda sobre The Godfather. Sin embargo, Steve Williams recuerda que Shamrock "se echó atrás" y Severn se retiró debido a su "frustración por las reglas y la idea de tener que usar guantes de boxeo".
Junto con Williams, varios otros luchadores sufrieron lesiones legítimas durante el torneo. Estos incluyeron al Godfather, Steve Blackman, Road Warrior Hawk, Savio Vega y Brakkus.

## Recepción
Los fanáticos presentes expresaron instantáneamente su desaprobación del torneo con cánticos de "¡Aburrido!" y "¡Queremos lucha!". Josh Nason del Wrestling Observer Newsletter escribió que Brawl for All fue "considerado como una idea terrible". El entonces funcionario de la WWF, Jim Cornette, describió el torneo como "la cosa más estúpida que jamás haya hecho la WWF". Argumentó que la WWF juzgó mal el atractivo que las peleas legítimas tendrían para su audiencia, considerando que la WWF había promovido la idea de que sus combates eran simplemente entretenimiento. Además, debido a que los luchadores estaban entrenados para trabajar en combates de lucha libre profesional y no para pelear, se arriesgaban tanto a sufrir lesiones como a la posibilidad de que una derrota perjudicara su comerciabilidad. Cornette también criticó a la WWF por no utilizar el torneo para promover a Bart Gunn como nuevo luchador estrella.
En el documental de la WWE The Attitude Era, Jim Ross declaró que era "una de esas ideas que se veían realmente geniales en el papel", pero John "Bradshaw" Layfield agregó que la ejecución fue "una mala idea". Layfield también afirmó que "nadie sabía que Bart Gunn era tan bueno". Ross comentó más adelante que "nadie elevó su categoría". Sean Waltman lo llamó "la idea más tonta de la historia de la WWE", y sintió que la compañía educó a su audiencia de que "estos tipos están peleando de verdad, y todo lo demás que estás viendo es una mierda".
La serie documental Dark Side of the Ring cubrió el torneo en el cuarto episodio de su segunda temporada.

## Secuelas
Inmediatamente antes de Brawl for All, Holly (como "Bombastic Bob") y Gunn (como "Bodacious Bart") habían formado un equipo llamado The New Midnight Express con Jim Cornette como su mánager y habían ganado el Campeonato Mundial en Parejas de la NWA después de derrotar a The Headbangers en un episodio de Raw. Después de ganar el torneo, Bart Gunn se peleó con Bob Holly, ahora conocido como Hardcore Holly, y Steve Williams, ambos enojados por haber sido derrotados en el torneo, este último se colocó una máscara y empujó a Gunn fuera del escenario.
Más tarde, Gunn se enfrentó al boxeador profesional Butterbean en WrestleMania XV en una pelea de Brawl for All; Gunn fue noqueado a los 35 segundos de iniciado el combate y luego fue despedido por la WWF. Jim Cornette criticó que Gunn fuera colocado en un combate con un boxeador profesional. Bob Holly afirmó que la inevitable derrota de Gunn ante Butterbean fue un castigo por derrotar al ganador deseado de la compañía, Steve Williams.
La mayoría de los demás participantes abandonaron la empresa un año después del torneo; Droz sufrió una lesión no relacionada con el torneo que puso fin a su carrera  durante un SmackDown! grabado el 5 de octubre de 1999, luego de lo cual trabajó tras bastidores con la compañía hasta su fallecimiento en 2023, mientras que Steve Blackman y The Godfather (el último siendo incluido en el Salón de la Fama de la WWE en 2016) se fueron en 2002 y Bob Holly se quedó con la compañía (ahora rebautizada como WWE) hasta 2009, mientras que el subcampeón Bradshaw, quien permaneció en la compañía, se retiró de la competencia dentro del ring el mismo año (en el momento de su retiro, era conocido como JBL) y fue incluido en el Salón de la Fama de la WWE 2020.

## Desarrollo del Torneo Brawl for All
KO - nocaut; TKO - nocaut técnico; Pts - puntos; Dic - decisión del árbitro / juez
|  | Primera ronda | Primera ronda           | Primera ronda |                       |           | Segunda ronda | Segunda ronda | Segunda ronda |  |     | Semifinales | Semifinales | Semifinales |  |     | Final    | Final | Final |  |
|  |               |                         |               |                       |           |               |               |               |  |     |             |             |             |  |     |          |       |       |  |
|  |               |                         |               |                       |           |               |               |               |  |     |             |             |             |  |     |          |       |       |  |
|  | Raw           | Steve Blackman 1        | Dec           |                       |           |               |               |               |  |     |             |             |             |  |     |          |       |       |  |
|  | Raw           | Steve Blackman 1        | Dec           |                       |           |               |               |               |  |     |             |             |             |  |     |          |       |       |  |
|  | 6/29          | Marc Mero               |               |                       |           |               |               |               |  |     |             |             |             |  |     |          |       |       |  |
|  | 6/29          | Marc Mero               |               | Raw                   | Marc Mero |               |               |               |  |     |             |             |             |  |     |          |       |       |  |
|  |               |                         |               | Raw                   | Marc Mero |               |               |               |  |     |             |             |             |  |     |          |       |       |  |
|  |               |                         | 8/10          | Bradshaw              | Pts       |               |               |               |  |     |             |             |             |  |     |          |       |       |  |
|  | Raw           | Mark Canterbury         | 8/10          | Bradshaw              | Pts       |               |               |               |  |     |             |             |             |  |     |          |       |       |  |
|  | Raw           | Mark Canterbury         |               |                       |           |               |               |               |  |     |             |             |             |  |     |          |       |       |  |
|  | 6/29          | Bradshaw                | Pts           |                       |           |               |               |               |  |     |             |             |             |  |     |          |       |       |  |
|  | 6/29          | Bradshaw                | Pts           |                       |           |               |               |               |  | Raw | Bradshaw    | Pts         |             |  |     |          |       |       |  |
|  |               |                         |               |                       |           |               |               |               |  | Raw | Bradshaw    | Pts         |             |  |     |          |       |       |  |
|  |               |                         | 8/17          | Darren "Droz" Drozdov |           |               |               |               |  |     |             |             |             |  |     |          |       |       |  |
|  | Raw           | Brakkus                 | 8/17          | Darren "Droz" Drozdov |           |               |               |               |  |     |             |             |             |  |     |          |       |       |  |
|  | Raw           | Brakkus                 |               |                       |           |               |               |               |  |     |             |             |             |  |     |          |       |       |  |
|  | 7/6           | Savio Vega              | Pts           |                       |           |               |               |               |  |     |             |             |             |  |     |          |       |       |  |
|  | 7/6           | Savio Vega              | Pts           |                       | Raw       | Savio Vega    |               |               |  |     |             |             |             |  |     |          |       |       |  |
|  |               |                         |               |                       | Raw       | Savio Vega    |               |               |  |     |             |             |             |  |     |          |       |       |  |
|  |               |                         | 8/10          | Darren "Droz" Drozdov | Pts       |               |               |               |  |     |             |             |             |  |     |          |       |       |  |
|  | Raw           | Darren "Droz" Drozdov 2 | 8/10          | Darren "Droz" Drozdov | Pts       | Draw          |               |               |  |     |             |             |             |  |     |          |       |       |  |
|  | Raw           | Darren "Droz" Drozdov 2 |               |                       |           |               |               |               |  |     |             |             |             |  |     |          |       |       |  |
|  | 7/6           | Road Warrior Hawk       | Draw          |                       |           |               |               |               |  |     |             |             |             |  |     |          |       |       |  |
|  | 7/6           | Road Warrior Hawk       | Draw          |                       |           |               |               |               |  |     |             |             |             |  | Raw | Bradshaw |       |       |  |
|  |               |                         |               |                       |           |               |               |               |  |     |             |             |             |  | Raw | Bradshaw |       |       |  |
|  |               |                         | 8/24          | Bart Gunn             | KO        |               |               |               |  |     |             |             |             |  |     |          |       |       |  |
|  | Raw           | Bart Gunn               | 8/24          | Bart Gunn             | KO        | Dec           |               |               |  |     |             |             |             |  |     |          |       |       |  |
|  | Raw           | Bart Gunn               |               |                       |           |               |               |               |  |     |             |             |             |  |     |          |       |       |  |
|  | 7/13          | Bob Holly               |               |                       |           |               |               |               |  |     |             |             |             |  |     |          |       |       |  |
|  | 7/13          | Bob Holly               |               | Raw                   | Bart Gunn | KO            |               |               |  |     |             |             |             |  |     |          |       |       |  |
|  |               |                         |               | Raw                   | Bart Gunn | KO            |               |               |  |     |             |             |             |  |     |          |       |       |  |
|  |               |                         | 7/27          | Steve Williams        |           |               |               |               |  |     |             |             |             |  |     |          |       |       |  |
|  | Raw           | Quebecer Pierre         | 7/27          | Steve Williams        |           |               |               |               |  |     |             |             |             |  |     |          |       |       |  |
|  | Raw           | Quebecer Pierre         |               |                       |           |               |               |               |  |     |             |             |             |  |     |          |       |       |  |
|  | 7/20          | Steve Williams          | TKO           |                       |           |               |               |               |  |     |             |             |             |  |     |          |       |       |  |
|  | 7/20          | Steve Williams          | TKO           |                       |           |               |               |               |  | Raw | Bart Gunn   | KO          |             |  |     |          |       |       |  |
|  |               |                         |               |                       |           |               |               |               |  | Raw | Bart Gunn   | KO          |             |  |     |          |       |       |  |
|  |               |                         | 8/17          | The Godfather         |           |               |               |               |  |     |             |             |             |  |     |          |       |       |  |
|  | Raw           | The Godfather           | 8/17          | The Godfather         |           |               |               |               |  |     |             |             |             |  |     |          |       |       |  |
|  | Raw           | The Godfather           |               |                       |           |               |               |               |  |     |             |             |             |  |     |          |       |       |  |
|  | 7/13          | Dan Severn 3            | Pts           |                       |           |               |               |               |  |     |             |             |             |  |     |          |       |       |  |
|  | 7/13          | Dan Severn 3            | Pts           |                       | Raw       | The Godfather | Pts           |               |  |     |             |             |             |  |     |          |       |       |  |
|  |               |                         |               |                       | Raw       | The Godfather | Pts           |               |  |     |             |             |             |  |     |          |       |       |  |
|  |               |                         | 8/3           | Scorpio               |           |               |               |               |  |     |             |             |             |  |     |          |       |       |  |
|  | Raw           | 8-Ball                  | 8/3           | Scorpio               |           |               |               |               |  |     |             |             |             |  |     |          |       |       |  |
|  | Raw           | 8-Ball                  |               |                       |           |               |               |               |  |     |             |             |             |  |     |          |       |       |  |
|  | 7/20          | Scorpio                 | Pts           |                       |           |               |               |               |  |     |             |             |             |  |     |          |       |       |  |
|  | 7/20          | Scorpio                 | Pts           |                       |           |               |               |               |  |     |             |             |             |  |     |          |       |       |  |
|  |               |                         |               |                       |           |               |               |               |  |     |             |             |             |  |     |          |       |       |  |

1 Steve Blackman ganó la pelea, pero se vio obligado a retirarse debido a una lesión sufrida en el entrenamiento. Mero avanzó a la siguiente ronda.
2 Drozdov avanzó cuando Road Warrior Hawk se lesionó durante el combate.
3 Dan Severn ganó la pelea, pero se retiró, diciendo que no tenía nada que demostrar. The Godfather avanzó a la siguiente ronda.